# Petőházi cukorgyár

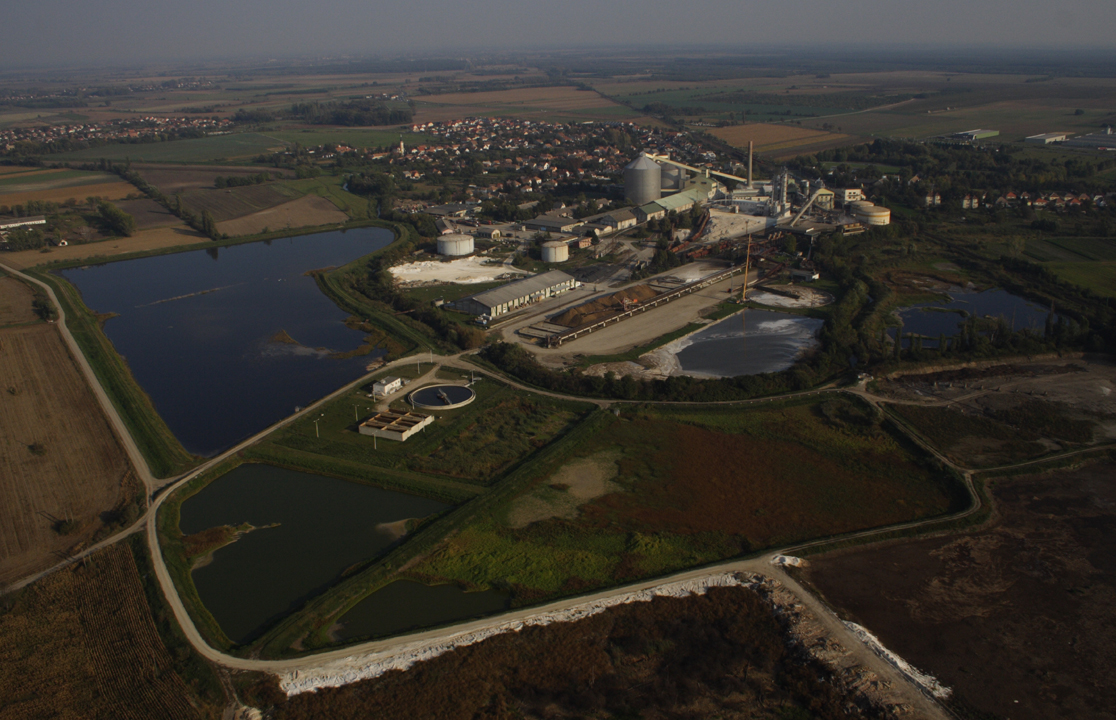
A petőházi cukorgyár ülepítőtavai

Az 1880–2007 között működött petőházi cukorgyár a magyarországi rendszerváltáskor üzemelő 12 hazai cukorgyár egyike volt. A gyár Petőháza település belterületétől nyugatra jött létre, a Győr–Sopron-vasútvonal és a mai 8519-es út keresztezése mellett.

## Története

### 1880–1919
1876-ban megnyílt a GYSEV vasútvonala Sopron–Győr között. Két év múlva Offermann Theodor és társai megvették a cukorgyárhoz szükséges területet. Petőháza minden szempontból kedvező hely volt cukorgyár létesítéséhez. A Győr–Sopron vasútvonal közvetlenül a község mellett haladt el, s mintegy 3 km-re volt az eszterházi vasútállomás. Már 1879 őszén elkészült a gyári iparvágány, és megnyitották a 37. őrháznál az „Eszterháza Gyár” megállóhelyet. Az Ikva patak a Nagycenknél beleömlő Aranypatakkal együtt elegendő vizet biztosított a feldolgozott répamennyiséghez. A szükséges munkaerő is rendelkezésre állt, 5 km-es körzetben Petőháza, Fertőszentmiklós, Szerdahely, Agyagos, Szergény, Eszterháza, Sarród, Fertőendréd, Fertőszéplak, Süttör községek lélekszáma – az 1880. évi népszámlálás adatai szerint – összesen 9065 fő volt. A munkaképes lakosság több mint fele néhány holdas szegényparaszt, földnélküli alkalmi munkás vagy idényjellegű iparos volt. A répatermelő területet a Hanság, a Fertőmellék, később a Rábaköz és az egymás után megszűnő mosoni gyárak körzete biztosította. Az építkezés 1879 végére nagyjából befejeződött; a cukorgyár első ízben az 1880. évi kampányban üzemelt. A feldolgozási idényben a gyárban 450-480 férfi, 250-350 nő és 80-150 gyermek dolgozott. A cukorfőző szakemberek kezdetben csehek voltak, a hazai szakembergárda csak később alakult ki. 1893-ban a gyárat korszerűsítették, a termelt cukor jelentős részét exportálták, elsősorban Angliába.
A 19. század végén bekövetkező gazdasági válság országosan a cukortermelés visszaesését eredményezte, de a korszerű technikával, vagyis a többi gyárénál alacsonyabb önköltséggel működő petőházi gyárat nem érintette. 1903 után azonban válság utóhatásaként, illetve a brüsszeli cukoregyezmény nyomán bevezetett szabályozás miatt a petőházi termelés fokozatosan csökkent, és 1908-ra mintegy felére esett vissza, és csak 1914-re ért vissza a válság előtti szintre. 1912-ben a gyár részvénytársasággá alakult át, amelynek többségi tulajdonosa a bécsi Schoeller bankház cukoripari cége lett. A háborús évek végére a termelés ismét a felére csökkent. A hiányzó munkaerőt nőkkel, később orosz és szerb hadifoglyokkal pótolták. 
Feldolgozott cukorrépa, 1880–1919

### 1920–1944
A trianoni békeszerződés által megvont új határvonal következtében jelentős répatermelő területek kerültek Ausztriához, ugyanakkor az öt Sopron megyei cukorgyár közül kettőt, Félszerfalvát (Hirm) és Cinfalvát (Siegendorf) is Ausztriához csatoltak.
A két világháború közötti időben a gyár munkásai három csoportba tartoztak. A munkásság nagyobb tömegét egyszerű órabéresek alkották, akik a bérüket a ledolgozott órák után kapták. Az ún. „heteseket” hetibérben fizették, és ezt akkor is megka, pták, ha két napnál hosszabb ideig betegek voltak. Ezek a gyártól már lakást, világítást, tüzelőjárandóságot kaptak. Hetibérük ugyan nem volt magas (20 P), de érezték, hogy a gyárhoz tartoznak, és szükség van rájuk. A havibér 120–140 pengő volt, a tüzelőjárandóság is magasabb a heteseknél. A heti- és havibéresek bérét jelentősen megemelte az akkor „renumeráció”-nak nevezett évi részesedés, amely igen jelentős összeget is elért.
1920-tól kezdve a termelés lassú növekedésnek indult, és 1924-re elérte a háború előtti évek átlagát. 1922-ben megkezdődött a gyár villamosítása. Ugyanebben az évben kezdődött el a kockacukor gyártása is. 1929-ben az egész világra kiterjedő túltermelési válság miatt a cukorgyártás országosan visszaesett, de a petőházi gyár termelése csak egyetlen évben, 1932-ben csökkent. 1929-től kezdve a gyári berendezéseket korszerűsítették és felújították; ezáltal a napi répafeldolgozási kapacitás elérte az 1900 tonnát. Ugyanakkor az összes répafeldolgozás nem változott érdemben, mert az 1931-es Chadbourne-egyezmény nyomán a kormány korlátozta az egyes gyárak által feldolgozható mennyiséget. 1932-től kezdve Petőházán szárított szeletet is gyártottak. 
A második világháború idején a gyár termelését is katonai ellenőrzés alá vonták. 1944 decemberében légitámadás érte a gyárat, de szerencsére nagyobb károkat nem okozott. A németek a cukorgyár felrobbantására is előkészületeket tettek, de a gyors visszavonulás miatt erre nem került sor. A gyár berendezései közül a németek utasítására megkezdték az egyik turbina leszerelését. A gőzturbina forgórészei számára már elkészítették a csomagolásukra szolgáló ládákat, de a leszerelést végző gyáriak a munkát addig késleltették, amíg ez is itthon maradt. A gyár épületeit és gépeit csak csekély háborús kár érte, ám a veszteség még így is szinte felmérhetetlen volt. A visszavonuló németek – miután már 65 vagon cukrot elszállítottak – elvitték a gyár tűzoltókocsiját is, de előzőleg ezt is megrakták cukorral.
Feldolgozott cukorrépa, 1920–1944

### 1945–2007
1945. május 30-án a gyárba szovjet tisztek érkeztek, és június végéig ott tartózkodtak. Ez az időpont egybeesik az Üzemi Bizottság megalakulásával. Mivel a gyár a háború következtében elvesztette teljes cukorkészletét, 1945. július 31-én szeszgyártásra kért engedélyt, amelyhez a tartályokban levő melaszt használták fel. 1946. július végéig mintegy huszonkétezer liter nyers- és több mint kilencezer liter finom szeszt állítottak elő. Ezt követően a szeszfőzés éveken át tartott a cukorgyárban a kampányok közötti hónapokban.
1945-ben a gyár nagyon kevés répára tudott szerződést kötni, és ennek a feldolgozását is késleltette a szénhiány. Végül azonban hét napos kampánnyal 5490 tonna cukorrépát tudtak feldolgozni, beleértve a be nem indított ácsi cukorgyár répakészletét is. A megtermelt cukrot az állam vásárolta fel, és központilag osztották el. 1946-ban a száraz időjárás ellenére sikerült ötvenkétezer tonna répát feldolgozni, 1947-ben pedig a gyár elérte a háború előtti évek répafeldolgozását.
Az 1948. évi XXV. törvénycikk, illetve a végrehajtására kiadott 5410/1948. számú kormányrendelet alapján a gyárat államosították, a részvénytársaság azonban ezt megfellebbezte. A per egy 1949. augusztus 18-án megkötött csereszerződéssel ért véget, amelynek értelmében a Schoeller cég átadta a magyar államnak a cukorgyár részvényeit, magára vállalt egyes tartozásokat, a magyar állam 3500 tonna cukrot és átadta a petőházi gyár portfóliójában szereplő osztrák cukorgyári érdekeltségeit. 
A napi répafeldolgozás a háború utáni tíz évben 300 tonnányit nőtt. A cukorgyártás mellett más tevékenységekkel is próbálkoztak: egészen 1958-ig a cukorgyár az országos papírhiány enyhítésére nádból cellulózt és kartonlemezt gyártott, 1953-ban és 1954-ben pedig gyógynövényekből illóolajat állítottak elő. Az 1950-es években próbálkozások történtek furfurol gyártására is, de ezeket a kísérleteket 1957-ben leállították. 
A feldolgozott cukorrépa mennyiségének folyamatos emelkedése mellett a gyár arra törekedett, hogy a szakaszos technológiáról folyamatosra, és a nehéz fizikai munkáról az automatizálásra álljon át. 1967-ben új holland gépsort üzemeltek be, amely a kockacukor-gyártást helyezte fejlett alapokra;  1975-ben pedig az 1 kg-os csomagoláshoz vásároltak automata csomagológépet.
Feldolgozott cukorrépa, 1945–1963
A petőházi cukorgyár 1964-ig őrizte meg intézményi önállóságát. Ekkor a Magyar Cukoripar nagyvállalat létrehozásával annak egyik gyáregysége lett. 1980-tól, a Cukoripari Vállalatok Trösztje megszűnésétől ismét önálló vállalatként működött Petőházi Cukorgyár néven. 
Feldolgozott cukorrépa, 1964–1979
Feldolgozott cukorrépa, 1980–1990
Az 1989. évi rendszerváltást követően 1991. január 1-jén a petőházi cukorgyárat is privatizálták; az ekkor létrejövő Petőházi Cukoripari Rt. alapítói az az Állami Vagyonügynökség és az OSTZUCKER Beteiligungs AG voltak. Az Állami Vagyonügynökség tulajdoni aránya folyamatosan csökkent, és 1997-ben teljesen megszűnt. 1998. január 1-jén a Petőházi Cukoripari Részvénytársaság beolvadt az Agrana tulajdonában álló Magyar Cukorgyártó és Forgalmazó Részvénytársaságba (Magyar Cukor Rt.). 2000-ben épült meg a 40 000 tonna cukor tárolására alkalmas betonsiló.
Feldolgozott cukorrépa, 1991–2007
2007. november végén a Magyar Cukor Zrt. bejelentette a petőházi cukorgyár bezárását. 2009 őszére a berendezéseket leszerelték és elszállították. A két cukorsiló megmaradt, és folytatódott a cukorraktározás és csomagolás. A gyár területén 2008-ban egy fapelletgyártó üzemet adtak át.
2013-ban a gyár egykori dolgozói létrehozták a Petőházi Cukoripari és Helytörténeti Gyűjtemény Közhasznú Alapítványt, amely cukormúzeumot hozott létre a petőházi Közösségi Házban.